# 들개 (1949년 영화)
들개(野良犬, Stray Dog)는 일본에서 제작된 구로사와 아키라 감독의 1949년 드라마, 스릴러, 느와르 영화이다. 미후네 도시로 등이 주연으로 출연하였고 모토키 소지로 등이 제작에 참여하였다.
구로사와 감독의 두 번째 영화이며 신토호에 의해 개봉되었다.
1973년에 노라이누(Nora inu)라는 제목으로 쇼치쿠를 통해 리메이크되었다.

## 출연

### 주연
- 미후네 도시로
- 시무라 타카시

### 조연
- 아와지 케이코
- 미요시 에이코
- 센고쿠 노리코
- 혼마 후미코
- 카와무라 레이키치
- 토우노 에이지로

## 제작진
- 협력프로듀서: 구로사와 아키라
- 협력프로듀서: 타니구치 센키치
- 협력프로듀서: 야마모토 카지로
- 미술: 마츠야마 소

## 참고 자료
- Galbraith IV, Stuart (2008). 《The Toho Studios Story: A History and Complete Filmography》. Scarecrow Press. ISBN 978-1461673743.